# Wise (naam)
Wise is een Engelstalige achternaam. Onderstaande personen met de achternaam Wise hebben een Nederlandstalige Wikipediapagina:
- David Wise (componist), een Brits componist
- Dennis Wise, een voormalig Engels voetballer en trainer
- Frank Wise, de 16e premier van West-Australië
- Greg Wise, een Brits acteur
- Ray Wise, een Amerikaans acteur
- Robert Wise, een Amerikaans filmregisseur en -producent